# Afinní prostor
Afinní prostor je v geometrii prostor, na kterém je definováno sčítání bodů a vektorů. Slouží jako model pro afinní geometrii. Jedná se o zobecnění eukleidovského prostoru.

## Definice
Afinní prostor je uspořádaná trojice {\displaystyle (A,V,f)}, kde {\displaystyle A} je neprázdná množina, {\displaystyle V} je vektorový prostor nad tělesem {\displaystyle T} a {\displaystyle f} je zobrazení {\displaystyle A\times A\mapsto V} s následujícími vlastnostmi:
1. Pro všechna {\displaystyle X,Y,Z\in A} platí {\displaystyle f(X,Y)+f(Y,Z)=f(X,Z)};
2. existuje {\displaystyle P\in A} tak, že pro všechna {\displaystyle x\in V} existuje právě jedno {\displaystyle X\in A} a platí {\displaystyle f(P,X)=x}.

Prvky množiny {\displaystyle A} se nazývají body afinního prostoru. Bod {\displaystyle P} hraje roli počátku. Vektor {\displaystyle f(X,Y)} nazýváme rozdíl bodů a značíme {\displaystyle Y-X}. Pro libovolné {\displaystyle X\in A} a {\displaystyle u\in V} nazveme bod {\displaystyle Y}, který splňuje {\displaystyle u=f(X,Y)}, součtem bodu {\displaystyle X} a vektoru {\displaystyle u} a to značíme {\displaystyle Y=X+u}.

## Afinní geometrie
Afinní prostor je úzce spojen s afinní geometrií. Na afinním prostoru jsou definovány úsečky, přímky, poměry velikostí úseček, nikoli však vzdálenosti bodů nebo úhly vektorů.

#### Česká
- BICAN, Ladislav. Lineární algebra a geometrie. [s.l.]: Academia, 2002. ISBN 80-200-0843-8. Kapitola Afinní prostor.